# Listă de filme de groază din 1987
Aceasta este o listă de filme de groază din 1987.